# Liste der Biografien/Muz
Liste der Biografien |
Portal Biografien |
Personensuche
# |
A |
B |
C |
D |
E |
F |
G |
H |
I |
J |
K |
L |
M |
N |
O |
P |
Q |
R |
S |
T |
U |
V |
W |
X |
Y |
Z |
?
 
Ma |
Mb |
Mc |
Md |
Me |
Mf |
Mg |
Mh |
Mi |
Mj |
Mk |
Ml |
Mm |
Mn |
Mo |
Mp |
Mq |
Mr |
Ms |
Mt |
Mu |
Mv |
Mw |
Mx |
My |
Mz
 
Mua |
Mub |
Muc |
Mud |
Mue |
Muf |
Mug |
Muh |
Mui |
Muj |
Muk |
Mul |
Mum |
Mun |
Muo |
Mup |
Muq |
Mur |
Mus |
Mut |
Muu |
Muv |
Muw |
Mux |
Muy |
Muz
Die Liste der Biografien führt alle Personen auf, die in der deutschsprachigen Wikipedia einen Artikel haben. Dieses ist eine Teilliste mit 71 Einträgen von Personen, deren Namen mit den Buchstaben „Muz“ beginnt.

## Muz

### Muza
- Muza, Celina (* 1966), kaschubisch-polnische Sängerin und Schauspielerin
- Muzadi, Achmad Hasyim (1944–2017), indonesischer Politiker, ehemaliger Vorsitzender des Central Board der Nahdlatul Ulama
- Muzafari, Sayed Ahmad Zia, afghanischer Fußballtrainer und -funktionär
- Muzaferija, Elvedina (* 1999), bosnische Skirennläuferin
- Muzaffar Shah I. († 1411), Sultan von Gujarat
- Muzaffar Sulaiman, al- († 1250), Ayyubide, Emir des Jemen
- Muzaffer, Bahram (* 1986), türkischer Boxer
- Muzahim Saab Hassan at-Tikriti, irakischer Militär
- Muzaj, Anton (1921–1948), römisch-katholisch Geistlicher und Märtyrer
- Muzak, Gerhard (* 1969), österreichischer Jurist
- Muzak, Josef (1892–1945), österreichischer Widerstandskämpfer
- Muzamil, Daud († 2023), afghanischer Gouverneur der Taliban
- Muzanī, al- († 878), islamischer Rechtsgelehrter
- Muzaqi, Arsim (1978–1999), kosovarischer Soldat der Kosovo-Befreiungsarmee (UÇK)
- Muzarabani, Blessing (* 1996), simbabwischer Cricketspieler
- Mužarić, Ivana (* 1996), kroatische Leichtathletin
- Muzaton, Maxence (* 1990), französischer Skirennläufer
- Muzayin, Said Al (1935–1991), palästinensischer Dichter

### Muze
- Mūze-Sirmā, Līna (* 1992), lettische Speerwerferin
- Mužek, Damir (* 1967), kroatischer Fußballspieler
- Mužek, Mateo (* 1995), kroatischer Fußballspieler
- Mužek, Tomislav (* 1976), kroatischer Opernsänger (Tenor)
- Muzel, Friedrich (1684–1753), deutscher Gymnasiallehrer und Autor
- Muzel, Friedrich Hermann Ludwig (1715–1784), deutscher Mediziner
- Muzel, Hans-Udo, deutscher Diplomat
- Muzel, Heinrich Wilhelm (1723–1782), deutscher Offizier und Hofrat
- Muzel, Philipp Ludwig (1756–1831), deutscher evangelischer Theologe
- Muzenda, Simon (1922–2003), simbabwischer Politiker
- Muzeniek, Peter (* 1941), deutscher Illustrator und Karikaturist
- Muzenijeze, Agata Edgarowna (* 1989), russische Schauspielerin, Fernsehmoderatorin und ModelAgata Edgarowna Muzenijeze (* 1989)

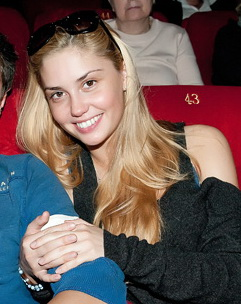
Agata Edgarowna Muzenijeze (* 1989)

- Muzerelle, Arsène (1919–2016), französischer Organist und Dirigent

### Muzh
- Muzhaqi, Bora (* 1990), albanische Politikerin (PS)

### Muzi
- Muzi Falconi, Livio (* 1936), italienischer Diplomat
- Muzi, Giovanni (1772–1849), italienischer römisch-katholischer Geistlicher und Bischof von Città di Castello
- Muzi, Mei (* 1978), chinesische Journalistin und Bloggerin
- Muziano, Girolamo (1528–1592), italienischer Maler
- Muzic, Évita (* 1999), französische Radrennfahrerin
- Muzicant, Ariel (* 1952), österreichischer Unternehmer, Präsident der Israelitischen Kultusgemeinde WienAriel Muzicant (* 1952)

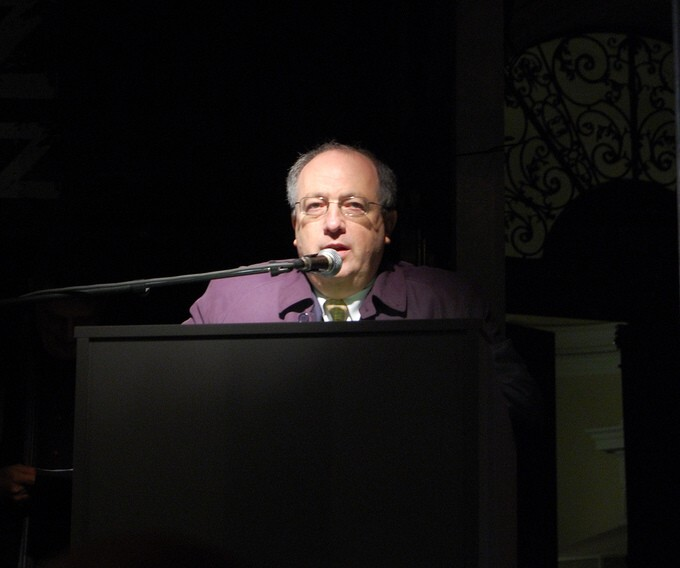
Ariel Muzicant (* 1952)

- Muzičenko, Aleksandrs (* 1955), sowjetischer Segler
- Muzii, Enzo (1926–2014), italienischer Filmregisseur, Schriftsteller und Fotograf
- Muzik, Anna (1891–1943), österreichische Metallarbeiterin und Widerstandskämpferin
- Mužík, František (1922–1998), tschechischer Musikwissenschaftler
- Muzik, Hans (1940–2020), österreichischer Politiker (SPÖ), Landtagsabgeordneter
- Mužík, Jiří (* 1976), tschechischer Leichtathlet
- Muzika, František (1900–1974), tschechischer Künstler
- Muzikářová, Danuše (1951–1969), Opfer des Stalinismus
- Muzinga, Léonard Kakudji (* 1970), kongolesischer Geistlicher, römisch-katholischer Bischof von Kamina
- Mužinić, Dražen (* 1953), jugoslawischer Fußballspieler
- Muzio, Christine (1951–2018), französische Florettfechterin
- Muzio, Claudia (1889–1936), italienische Opernsängerin (Sopran)
- Muzio, Giovanni (1893–1982), italienischer Architekt
- Muzio, Girolamo (1496–1576), italienischer Schriftsteller
- Muziol, Roman (1903–1979), deutscher Archivar
- Muzito, Adolphe (* 1957), kongolesischer Politiker

### Muzo
- Muzojew, Selimchan Alikojewitsch (* 1959), russischer Politiker und Oligarch
- Muzorewa, Abel (1925–2010), rhodesischer und simbabwischer Bischof und Politiker, Premierminister von Simbabwe-RhodesienAbel Muzorewa (1925–2010)

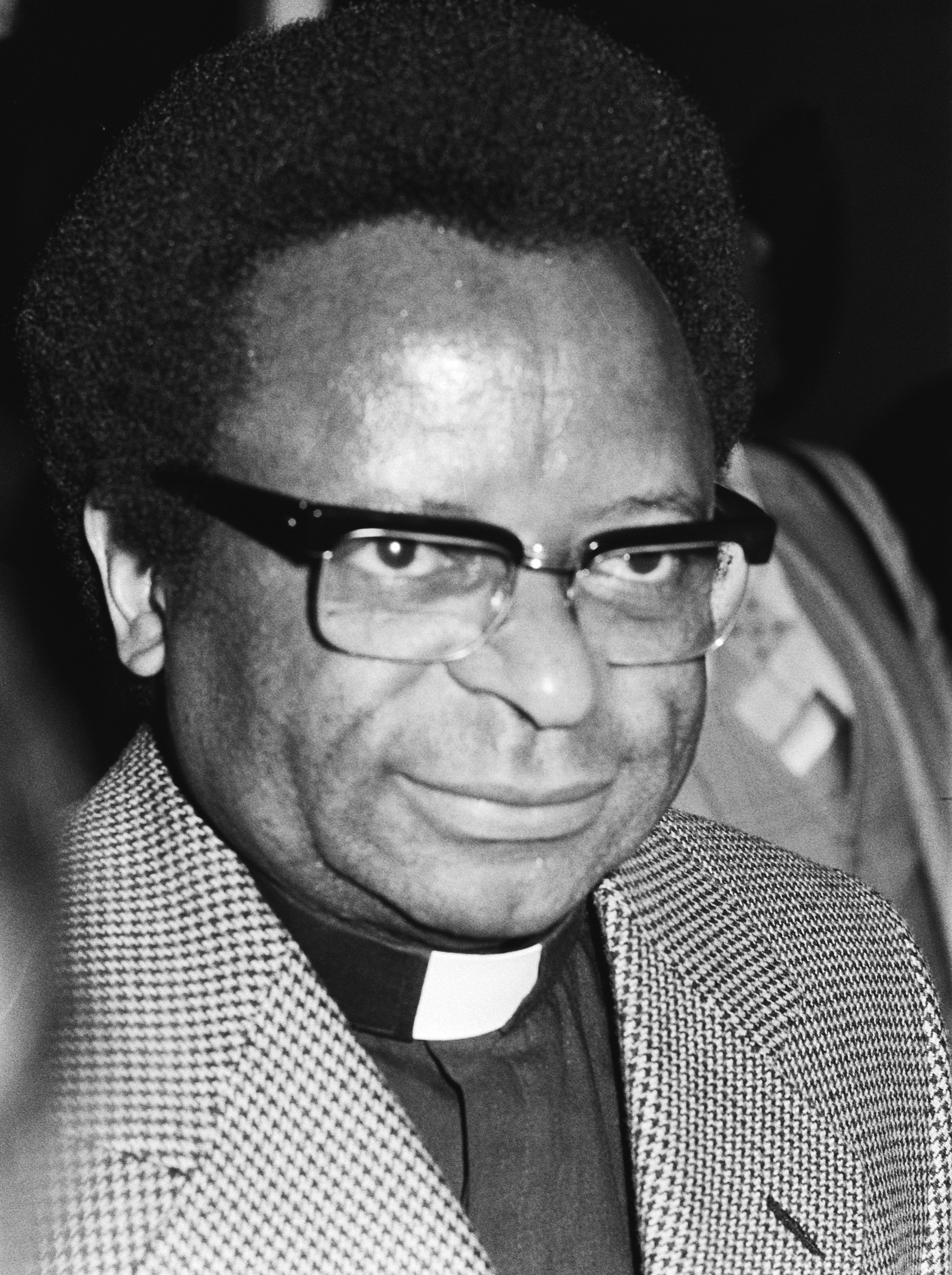
Abel Muzorewa (1925–2010)

### Muzs
- Muzsnay, Zsolt (* 1965), rumänischer Fußballspieler und -trainer

### Muzu
- Muzur, Lina (* 1980), Journalistin, Autorin, und Verlagsleiterin
- Muzurajew, Timur Chamsatowitsch (* 1976), tschetschenischer Sänger
- Muzurović, Fuad (* 1945), bosnischer Fußballtrainer

### Muzy
- Muzychenko, Julia (* 1994), russische Opernsängerin (Sopran)
- Muzyka, Friedrich (1921–1944), österreichischer Buchdruckergehilfe und Widerstandskämpfer gegen den Nationalsozialismus
- Muzyka, Ray (* 1969), kanadischer Computerspielentwickler

### Muzz
- Muzzarelli, Alfred (1890–1958), österreichischer Sänger, Tenor
- Muzzarelli, Antonio (1744–1821), italienischer Tänzer und Choreograph
- Muzzatti, Jason (* 1970), italo-kanadischer Eishockeytorwart und -trainer
- Muzzi, Oreste (1887–1946), italienischer Schwimmer
- Muzzi, Roberto (* 1971), italienischer Fußballspieler
- Muzzicato, Benedetto (* 1978), deutsch-italienischer Fußballspieler und -trainer
- Muzzin, Jake (* 1989), kanadischer Eishockeyspieler
- Muzzolini, Alfred (1922–2003), französischer Geologe, Prähistoriker, Verleger und Autor